# Motoko
Motoko (jap. もとこ, モトコ) – żeńskie imię japońskie.

## Możliwa pisownia
Motoko można zapisać, używając wielu różnych znaków kanji i może znaczyć m.in.:
- 素子, „podstawowy, dziecko”
- 元子, „pochodzenie, dziecko”
- 基子, „podstawa, dziecko”
- 資子, „zasoby, dziecko”

## Znane osoby
- Motoko Obayashi (素子), japońska siatkarka
- Motoko Ishii (幹子), japońska projektantka oświetlenia
- Motoko Fujimoto (索子), japońska softballistka
- Motoko Kumai (統子), japońska seiyū

## Fikcyjne postacie
- Motoko Aoyama (素子), bohaterka serii Love Hina
- Motoko Kusanagi (素子), główna bohaterka Ghost in the Shell
- Motoko Minagawa (素子), bohaterka mangi i anime Fruits Basket
- Motoko Sakimori (素子), bohaterka serii gier i OVA Maple Colors